# Comunità collinare Monferrato Valleversa
La Comunità collinare Monferrato Valleversa è un'unione comunale costituita da quattro comuni della provincia di Asti:
- Calliano
- Castell'Alfero
- Portacomaro
- Tonco